# Minuteman-III (LGM-30G)
LGM-30G Мінітмен-3 (англ. LGM-30G Minuteman III) — американська міжконтинентальна балістична ракета (МБР) сімейства «Мінітмен». Стоїть на озброєнні ПС США з 1970 року і є єдиною МБР шахтного базування на озброєнні США на 2013 рік. Є найближчим аналогом легкої балістичної ракети РТ-2 УТТХ більш відомої як «Тополь», але, на відміну від «Тополя», не має ракетовозів і запускається тільки з бункера.
Станом на 2008 рік США мали 450 МБР «Мінітмен III», на яких встановлено 550 ядерних боєголовок. По 150 МБР несуть бойове чергування у шахтах на авіабазах Малмстром (штат Монтана), ім. Френсіса Уоррена (Вайомінг) та авіабазі Майнот (Північна Дакота).
Ракети піддаються регулярній модернізації. Так, з 2007 по 2012 рік, проводилася заміна бойових блоків Mk.12A на Mk.21 (з МБР типу MX), систем наведення та управління, силових установок. Станом на 2022 року ця ракета, як і раніше, перебуває на озброєнні ПС США і її модернізовані версії регулярно випробовуються.

## Пуски
В ході одного з випробувань у травні 2008 року дальність пуску МБР «Мінітмен III» склала 8500 км.
23 серпня 2009 року було здійснено випробувальний пуск МБР «Мінітмен III» з позиції на військово-повітряній базі ПС США «Ванденберг». Крім підтвердження характеристик, пуск був використаний для випробування систем комплексної ешелонованої системи НПРО США Glory Trip 195. У випробуваннях взяли участь радар X-діапазону морського базування SBX, мобільний радар X-діапазону AN/TPY-2, а також лабораторія зовнішніх сенсорів.
16 червня 2010 року проведено успішний пуск МБР «Мінітмен III» у рамках планової перевірки надійності та точності систем ракети. Ракета була запущена з військово-повітряної бази ПС США «Ванденберг», ціль розташовувалась на відстані 6,7 тис. км у Тихому океані в районі Маршаллових островів.
22 червня 2011 року, о 13:35 UTC (06:35 за Тихоокеанським часом, 03:35 за Гавайським часом), відбувся частково успішний випробувальний пуск МБР «Мінітмен III» з військово-повітряної бази ПС США «Ванденберг». Ракета, що знаходилася на стартовому майданчику, не змогла прийняти команду на запуск, яка була віддана з борту літака зв'язку Boeing E-6 Mercury. Тільки після того, як команда була повторно віддана із землі, ракета стартувала і вразила ціль на атолі Кваджалейн.
22 травня 2013 року, о 13:27 UTC (06:27 за Тихоокеанським часом, 03:27 за Гавайським часом), з 4-ї пускової споруди на військово-повітряній  базі ПС США «Ванденберг» відбувся випробувальний пуск МБР «Мінітмен III». Через кілька хвилин після запуску, як і в 2011 році, з Гаваїв спостерігався ореол світла, що розширюється, викликаний різким скиданням тиску в камері згоряння твердопаливного ракетного двигуна шляхом швидкого розкриття заслінок припинення тяги (thrust termination ports), розташованих з боків на третій ступені за рахунок підриву фіксуючих зарядів після досягнення заданої траєкторії польоту, щоб забезпечити точність наведення на ціль. Через 30 хвилин після запуску (польотне завдання GT207GM) головна частина МБР вразила умовну ціль на тихоокеанському полігоні в районі атола Кваджалейн.
26 квітня 2017 року, о 12:03 (за місцевим часом), з військово-повітряної бази ПС США «Ванденберг» у Каліфорнії відбувся випробувальний запуск МБР «Мінітмен III». Запуск пройшов успішно. Дальність польоту становила 6500 км (4000 миль).
16 серпня 2022 року з військово-повітряної бази ПС США «Ванденберг» у Каліфорнії відбувся успішний випробувальний пуск. Міжконтинентальна балістична ракета МБР «Мінітмен III» пройшла приблизно 4200 миль до атолу Кваджалейн на Маршаллових островах.
1 листопада 2023 року з військово-повітряної бази ПС США «Ванденберг» був здійснений черговий випробувальний пуск. Політ МБР «Мінітмен III»  довелось припинити над Тихим океаном через «аномалію».
4 червня 2024 року, о 12:56 (за Тихоокеанським часом), з військово-повітряної бази ПС США «Ванденберг» здійснено успішний випробувальний запуск МБР «Мінітмен III».
6 червня 2024 року, з військово-повітряної бази ПС США «Ванденберг» було проведено другий за кілька днів запуск МБР «Мінітмен III».
5 листопада 2024 року, о 23:01 (за тихоокеанським часом), з шахтної пускової установки (ШПУ) військово-повітряної бази ПС США «Ванденберг» у Каліфорнії було здійснено випробувальний пуск МБР «Мінітмен III». МБР без бойової частини подолала понад 6700 км, перш ніж досягла території випробувального полігону на Маршаллових островах.

## Модернізації та продовження термінів служби

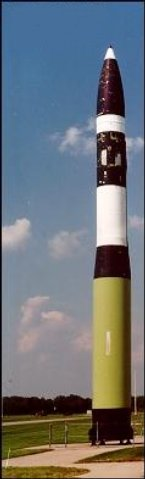
Мінітмен III

Станом на 2011 рік, МБР «Мінітмен III» пройшли/проходять наступні програми з модернізації.

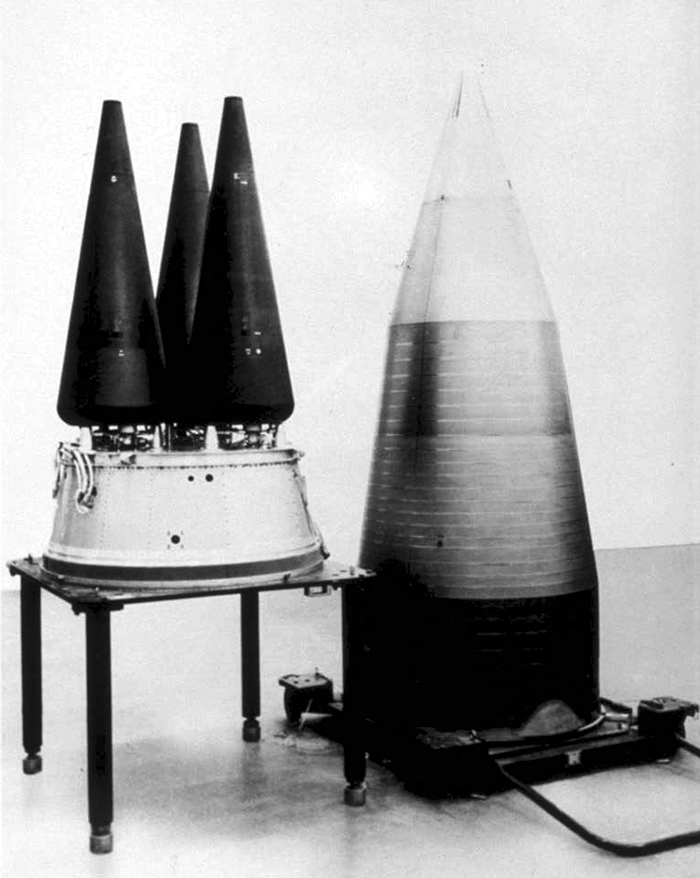
Бойові блоки Mk.12A з ядерними зарядами W78 на платформі розведення Мінітмен III поруч із обтічником головної частини

| Програма                                                                                 | Рік початку | Рік закінчення                    | Модернізація/Оновлення |
| Guidance Replacement Program (GRP) Програма із заміни систем наведення.                  | 1996        | Продовжується на постійній основі | Замінюються бортові комп'ютери, підсилювачі, системи наведення та електроніка платформи.                                                                      |
| Propulsion Replacement Program (PRP) Програма із заміни силових установок.               | 1998        | 2009                              | Повна заміна твердого палива у всіх ступенях ракет, включаючи прискорювачі, а також пов'язана з цим інтеграція нового апаратного та програмного забезпечення. |
| ICBM Security Modernization Program Програма модернізації засобів безпеки.               | 2004        | Триває                            | Посилення безпеки пускових установок та ракет шляхом оновлення технічних засобів безпеки.                                                                     |
| Rapid Execution and Combat Targeting (REACT) Програма модернізації систем ціленаведення. | 1997        | 2006                              | Відновлення систем наведення ракет. Значно скорочено час переведення ракет на нові цілі.                                                                      |
| Safety Enhanced Reentry Vehicle (SERV) Програма із заміни боєголовок.                    | 2002        | 2009                              | Заміна боєголовок ракет на більш досконалі Mk21-W87 потужністю 300 кТ, що залишилися після зняття з озброєння ракети LGM-118 Peacekeeper.                     |
| Propulsion System Rocket Engine (PSRE) Програма по оновленню силової установки ракети.   | 2004        | Продовжується на постійній основі | Заміна компонентів маршового двигуна. |